# Corporate Slave
Pour les articles homonymes, voir Corporate (homonymie).
Albums de Snog
Lies Inc.
(1992)
Corporate Slave est le premier mini-album du groupe de musique électronique Snog. Il est sorti en 1992 sur le label Machinery Records.

## Crédits
- Musique composée par : David Thrussell, Pieter Bourke et Tim McGrath
- Paroles de David Thrussell
- Enregistré au Pig Pen Studios, Melbourne
- Produit par Snog, John Phillips et Loki
- Producteur exécutif : Jor Jenka

## Liste des chansons
1. Corporate Slave v.1 (Club Mix) - 5:05
2. Corporate Doom - 4:56
3. Evil Mother - 4:33
4. Corporate Slave V.2 - 5:33

## Versions
Une version vinyle 12" est sortie la même année sur le même label. La liste des chansons ne varie pas.